# Suède aux Jeux olympiques de 1900
La Suède participe aux Jeux olympiques de 1900 à Paris en France. La délégation composée de dix athlètes remporte une médaille de bronze et termine au vingt et unième rang du tableau des médailles.

## Médailles
| Médaille | Athlète    | Sport      | Épreuve  |
| -------- | ---------- | ---------- | -------- |
| Bronze   | Ernst Fast | Athlétisme | Marathon |

August Nilsson, Gustaf Söderström et Karl Staaf font partie de l'équipe mixte (avec trois Danois) qui a remporté le tir à la corde.